# James McEachin
Pour les articles homonymes, voir McEachin.
James McEachin, né le 20 mai 1930 à Rennert, en Caroline du Nord, aux (États-Unis) et mort le 11 janvier 2025, est un acteur américain.

## Filmographie partielle

### Cinéma
- 1966 : The Black Klansman (en) de Ted V. Mikels : Lonnie
- 1968 : Point noir de Jules Dassin : Mello
- 1969 : Les Géants de l'Ouest de Andrew V. McLaglen : Jimmy Collins
- 1970 : Au-delà de la sentence de Sidney J. Furie : Striker
- 1971 : Un frisson dans la nuit de Clint Eastwood : Al Monte
- 1972 : Buck et son complice de Sidney Poitier : Kingston
- 1972 : Les Poulets de Richard A. Colla : Inspecteur Arthur Brown
- 1972 : Requiem pour un espion  de Lamont Johnson : Bender
- 1974 : Christina de Paul Krasny : Donovan
- 1978 : Doux, dur et dingue de James Fargo : Herb
- 1983 : Le Retour de l'inspecteur Harry de Clint Eastwood : Detective Barnes
- 1984 : 2010 : L'Année du premier contact de Peter Hyams : Victor Milson

### Télévision
- 1972 : Columbo : Symphonie en noir : Billy
- 1974 : L'homme qui valait 3 milliards : Saison 1, Épisode 2 : Seuls les plus forts survivent : Commandant Cromwell
- 1977 : L'homme qui valait 3 milliards : Saison 5, Épisode 6 : Le vent de la mort : Garth
- 1978 : Columbo : Meurtre parfait : Walter Muirhead